# 高斯曲率

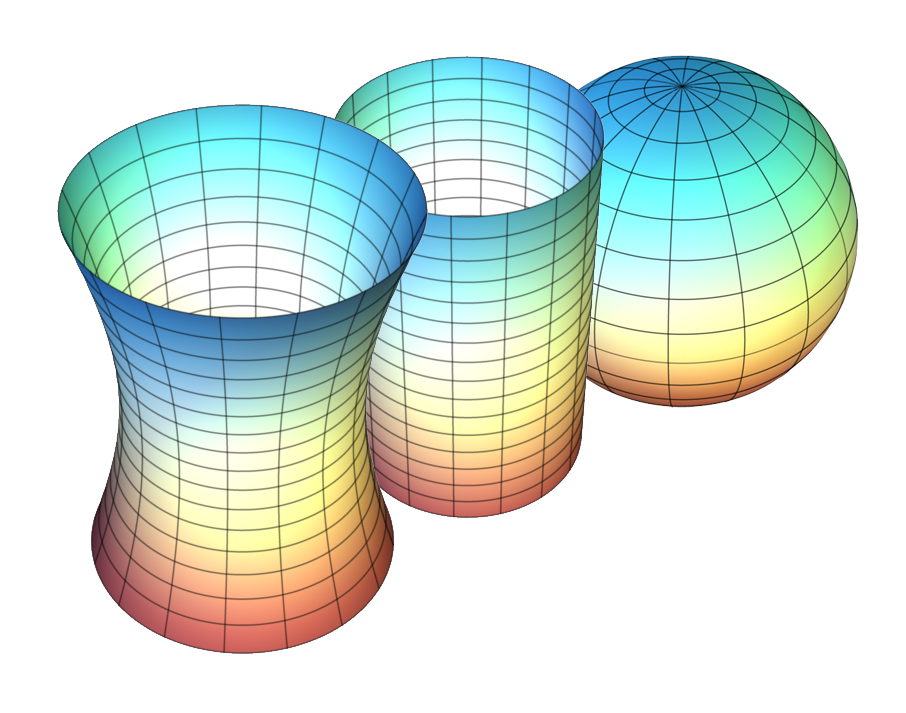
由左至右：负高斯曲率曲面（双曲面），零高斯曲率曲面（圆柱面），和正高斯曲率曲面（球面）。

微分几何中，曲面上一点的高斯曲率是该点主曲率{\displaystyle \kappa _{1}}和{\displaystyle \kappa _{2}}的乘积。它是曲率的内在度量，也即，它的值只依赖于曲面上的距离如何测量，而不是曲面如何嵌入到空间。这个结果是高斯绝妙定理的主要内容。
用符号表示，高斯曲率{\displaystyle K}定义为
{\displaystyle \mathrm {K} =\kappa _{1}\kappa _{2}\,\!}.
也可以如下给出
{\displaystyle \mathrm {K} ={\frac {\langle (\nabla _{2}\nabla _{1}-\nabla _{1}\nabla _{2})\mathbf {e} _{1},\mathbf {e} _{2}\rangle }{\det g}},}
其中{\displaystyle \nabla _{i}=\nabla _{{\mathbf {e} }_{i}}}是协变导数而{\displaystyle g}是度量张量。
{\displaystyle \mathbf {R} ^{3}}中的正规曲面的一点{\displaystyle \mathbf {p} }，则高斯曲率为
{\displaystyle K(\mathbf {p} )=\det(S(\mathbf {p} )),}
其中{\displaystyle S}为形算子。
关于高斯曲率的一个很有用的公式是用等温坐标中的拉普拉斯算子表达的刘维尔方程。

## 非形式化定义
利用隐函数定理将曲面用二元函数{\displaystyle f}的图像来表示，并且假设点{\displaystyle p}为临界点，也即f在该点的梯度为0（这总是可以通过适当的刚体运动来实现）。然后{\displaystyle p}点的高斯曲率就是{\displaystyle f}在点{\displaystyle p}的黑塞矩阵（二阶导数组成的2×2矩阵）的行列式。这个定义只要用基本的微积分知识就可以理解杯底或者帽顶“对应”鞍点的区别。

## 总曲率

负曲率曲面上的三角形三角之和小于平面三角形的三角之和。

曲面上某个区域的高斯曲率的曲面积分称为总曲率。测地三角形（即黎曼球面几何中的三角形）的总曲率等于它的内角和与{\displaystyle \pi }的差。正曲率曲面上的三角形的内角和大于{\displaystyle \pi }，而负曲率曲面上的三角形的内角和小于{\displaystyle \pi }。零曲率曲面上（如欧几里得平面），其内角和等于{\displaystyle \pi }。
{\displaystyle \sum _{i=1}^{3}\theta _{i}=\pi +\iint _{T}K\,dA.}
更一般的结果是高斯-博内定理。

## 重要定理

### 绝妙定理
高斯的绝妙定理断言曲面的高斯曲率由曲面上长度的测量本身决定。事实上，它完全由第一基本形式决定并且可以用第一基本形式及其一阶和二阶偏导数表达。等价地，嵌入在{\displaystyle \mathbf {R} ^{3}}中的曲面的第二基本形式的行列式也可以这样表达。定理的“绝妙”之处在于，虽然{\displaystyle \mathbf {R} ^{3}}中的曲面{\displaystyle S}上的高斯曲率的定义明显依赖于曲面各点在空间中的定位，而高斯曲率本身只要曲面上的内在度量就可以决定，而与环境空间没有进一步的关联：它是一个内蕴不变量。精确地讲，高斯曲率在曲面的等度变换下保持不变。
在现代微分几何中，"曲面"抽象的看来是一个二维微分流形。将这个观点和曲面的经典理论联系起来的是将抽象曲面嵌入到{\displaystyle \mathbf {R} ^{3}}中，并用第一基本形式赋予黎曼度量。假设这个嵌入在{\displaystyle \mathbf {R} ^{3}}中的像是曲面{\displaystyle S}。局域等度就是{\displaystyle \mathbf {R} ^{3}}中的开区域之间的微分同胚{\displaystyle f:U\rightarrow V}，限制到{\displaystyle S\cap U}就是到自己的像的等度变换。绝妙定理可以如下表述：
嵌入到{\displaystyle \mathbf {R} ^{3}}的光滑曲面的高斯曲率在局域等度下不变。
例如圆柱面的高斯曲率为0，和“展开”后得到的平面是一样的。另一方面，因为半径为{\displaystyle R}的球面有正常数曲率{\displaystyle R^{-2}}而平面有常数曲率0，这两个曲面不是等度的，即使局部也不行。因此即使是一部分球面的平面表示也会扭曲距离。所以没有测绘映射是完美的。

### 高斯-博内定理
高斯-博内定理将曲面的总曲率和它的欧拉示性数联系起来，并且给出了一个局部几何性质和全局拓扑性质的重要关联。

## 常曲率曲面
- Minding定理(1839年)断言所有具有相同常曲率K的曲面局域等度。Minding的一个结果是所有曲率为0的曲面可以通过弯曲平面区域来构造。这样的曲面称为可展曲面。Minding也提出了有常正曲率的闭曲面是否刚性的问题。

- Liebmann定理 (1900年)解决了Minding的问题。唯一常正曲率正则{\displaystyle (C^{2})\mathbf {R} ^{3}}中的闭曲面是球面。[2]

- 希尔伯特定理 (1901年)断言在{\displaystyle \mathbf {R} ^{3}}中不存在常负高斯曲率的完全解析（{\displaystyle C^{\omega }}）正则曲面。事实上，对于浸入到{\displaystyle \mathbf {R} ^{3}}的{\displaystyle C^{2}}曲面也成立，但是对于{\displaystyle C^{1}}-曲面却不成立。伪球面有常负高斯曲率，除了在其尖点。[3]

## 其它公式
- {\displaystyle \mathbf {R} ^{3}}中的曲面的高斯曲率可以表达为第二基本形式和第一基本形式的行列式的商：

{\displaystyle K={\frac {\det II}{\det I}}={\frac {LN-M^{2}}{EG-F^{2}}}.}
- Brioschi公式只用第一基本形式给出高斯曲率:

{\displaystyle K={\frac {{\begin{vmatrix}-{\frac {1}{2}}E_{vv}+F_{uv}-{\frac {1}{2}}G_{uu}&{\frac {1}{2}}E_{u}&F_{u}-{\frac {1}{2}}E_{v}\\F_{v}-{\frac {1}{2}}G_{u}&E&F\\{\frac {1}{2}}G_{v}&F&G\end{vmatrix}}-{\begin{vmatrix}0&{\frac {1}{2}}E_{v}&{\frac {1}{2}}G_{u}\\{\frac {1}{2}}E_{v}&E&F\\{\frac {1}{2}}G_{u}&F&G\end{vmatrix}}}{(EG-F^{2})^{2}}}}
- 对于正交参数化，高斯曲率为：

{\displaystyle K=-{\frac {1}{2{\sqrt {EG}}}}\left({\frac {\partial }{\partial u}}{\frac {G_{u}}{\sqrt {EG}}}+{\frac {\partial }{\partial v}}{\frac {E_{v}}{\sqrt {EG}}}\right).}
- 高斯曲率是测地圆的周长和平面上的圆的周长之差的极限:

{\displaystyle K=\lim _{r\rightarrow 0}[2\pi r-{\mbox{C}}(r)]\cdot {\frac {3}{\pi r^{3}}}}
- 高斯曲率是测地圆的面积和平面上的圆的面积之差的极限：

{\displaystyle K=\lim _{r\rightarrow 0}[\pi r^{2}-{\mbox{A}}(r)]\cdot {\frac {12}{\pi r^{4}}}}
- 高斯曲率可以用克里斯托费尔记号表达: [4]

{\displaystyle K=-{\frac {1}{E}}\left({\frac {\partial }{\partial u}}\Gamma _{12}^{2}-{\frac {\partial }{\partial v}}\Gamma _{11}^{2}+\Gamma _{12}^{1}\Gamma _{11}^{2}-\Gamma _{11}^{1}\Gamma _{12}^{2}+\Gamma _{12}^{2}\Gamma _{12}^{2}-\Gamma _{11}^{2}\Gamma _{22}^{2}\right)}

## 参看
- 截面曲率
- 平均曲率
- 绝妙定理
- 高斯映射